# Eduardo Chibás

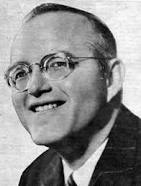
Eduardo René Chibás Ribas

Eduardo René Chibás Ribas (ur. 1907 w Santiago de Cuba, zm. 16 sierpnia 1951 w Hawanie) był kubańskim działaczem politycznym.
Początkowo działał w Kubańskiej Partii Rewolucyjnej (zwaną Autentyczną). W 1947 został przywódcą Partii Ludu Kubańskiego (zwanej Ortodoksyjną), z ramienia której kandydował w 1948 na urząd prezydenta Kuby (przegrał z Carlosem Prio Socarrasem. Chibas zyskał rozgłos za sprawą audycji radiowych skierowanych przeciwko rządom Ramona Grau i jego skorumpowanego następcy, Socarrasa. Brak dowodów na potwierdzenie stawianych zarzutów skłonił Chibasa do popełnienia samobójstwa w studiu radiowym.